# 李守素
李 守素（り しゅそ、生没年不詳）は、中国の唐の文学者・政治家。本貫は趙郡柏人県。秦王府十八学士のひとりに挙げられた。
621年、李世民が王世充を平定すると、守素は召されて文学館学士となり、天策府倉曹参軍に任じられた。氏姓・系譜の学問に通じて、「行譜」（『新唐書』によると「肉譜」）と号された。
あるとき虞世南と人物談義をして、はじめ江左・山東出身の人物について応酬していた。北方の出身の諸侯について話が進むと、守素が一方的に喋るだけになり、虞世南はただ笑って誤魔化し、「行譜は実に畏るべき人物だ」と感嘆した。許敬宗は「李倉曹は人物をよく談じるゆえに行譜の名があるが、立派なことであるのに、上品な分類とは言えまい。君の言葉は重みがあるから、改めてみるがよかろう」と言った。虞世南は「むかし任彦昇は経籍を立派に談じて、南朝梁に『五経笥』と称したという。いまの李倉曹は『人物志』とするのはいかがかな」と言った。
ときに渭州刺史の李淹が系譜の学問に明るく、守素と論じて、李淹だけが太刀打ちすることができた。

## 伝記資料
- 『旧唐書』巻72 列伝第22「李守素伝」
- 『新唐書』巻102 列伝第27「李守素伝」